# Erioptera fuscipennis
Erioptera fuscipennis là một loài ruồi trong họ Limoniidae. Chúng phân bố ở miền Cổ bắc.